# Earnest Evans
Earnest Evans (アーネストエバンス?, Ānesuto Ebansu) è un videogioco d'azione del 1991 sviluppato e pubblicato da Wolf Team per Sega Mega CD, secondo titolo della trilogia di cui fa parte El Viento. Il gioco è stato convertito per Sega Mega Drive e pubblicato in America del Nord da Renovation l'anno seguente. Il gioco doveva essere distribuito in Europa da Ubisoft.

## Modalità di gioco
Dal gameplay che ricorda Super Castlevania IV, Earnest Evans presenta elementi platform. Il protagonista è dotato di una frusta.